# برایان پرسیوال
برایان پرسیوال (انگلیسی: Brian Percival؛ زادهٔ ۱ ژانویهٔ ۱۹۶۲) کارگردان فیلم، و کارگردان تلویزیونی اهل بریتانیا است.
از فیلم‌ها یا مجموعه‌های تلویزیونی که وی در آن‌ها نقش داشته‌است می‌توان به دانتون ابی اشاره نمود.
وی همچنین برندهٔ جوایزی همچون جایزه امی ساعات پربیننده شده‌است.